# Inge
Inge je žensko osebno ime.

## Izvor imena
Ime Inge izhaja iz zloženih germanskih imen, ki se začenjajo z Ing- npr. Ingeborg, Ingebald, Ingegunde, Ingehild. Sestaviva  Ing(e)- v teh imenih izhaja iz starovisokonemških besed Ingi, Ingwio v pomenu »germanski bog zvezda« 

## Različice imena
Inga, Ingeborg, Ingi, Ingrid, Ingrida, Ingrit, Inka

## Tujejezikovne oblike imena
- pri Angležih, Madžarih, Nizozemcih, Norvežanih, Švedih: Inge
- pri Nemcih: Inge(ž), Ingo(m)
- pri Poljakih: Inga, Inge

## Pogostost imena
Po podatkih Statističnega urada Republike Slovenije je bilo na dan 31. decembra 2007 v Sloveniji število ženskih oseb z imenom Inge: 127.

## Osebni praznik
V koledarju je ime Inge uvrščeno k imenoma Ingeborga (30. julij) ali k imenu Ingrid (2. september).